# Línguas siníticas

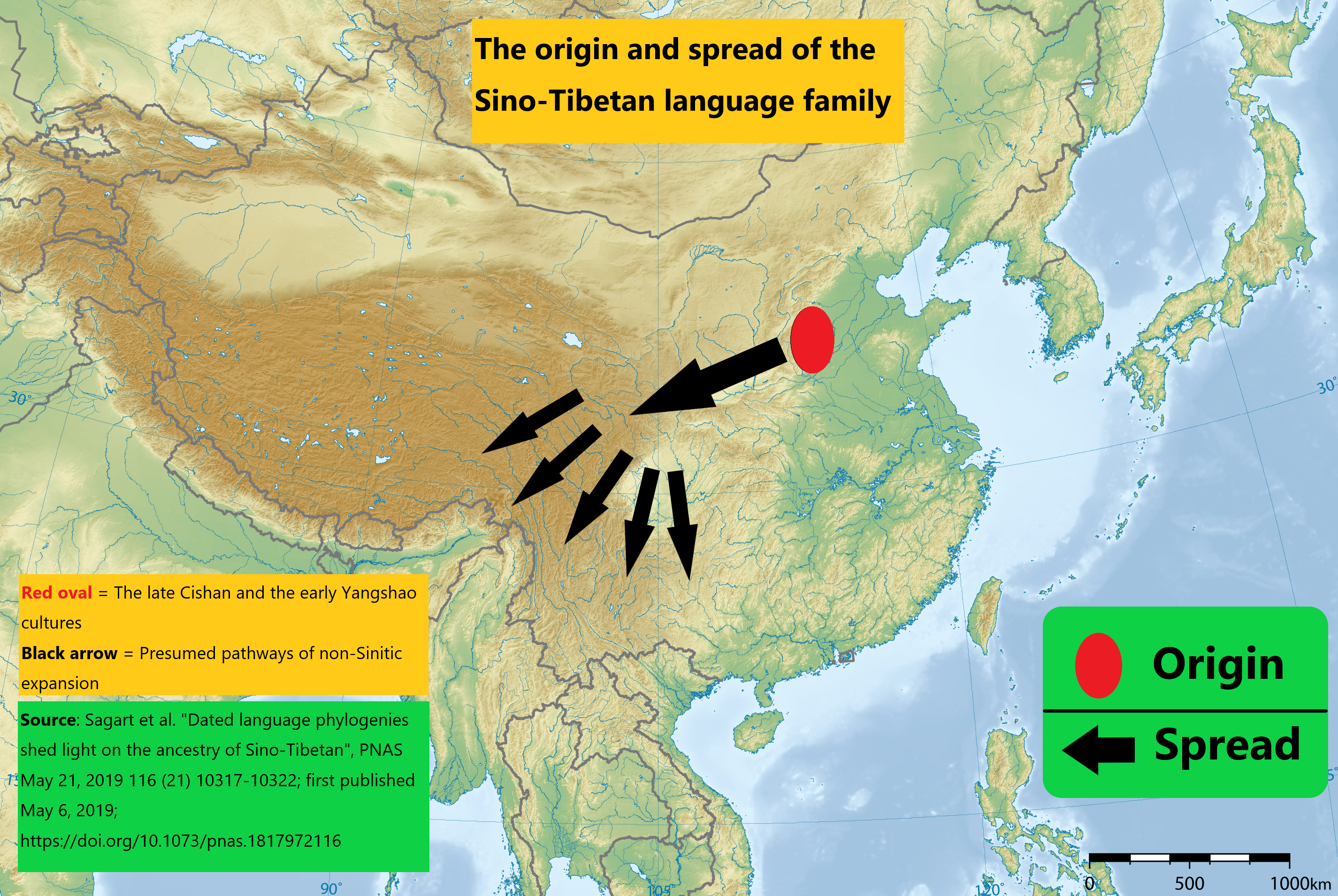
A origem e propagação da línguas sino-tibetanas. Oval vermelho é o Cishan tardio e as primeiras culturas Yangshao. A seta preta são as vias presumidas de expansão não sinítica. Depois de aplicar o método comparativo linguístico ao banco de dados de dados linguísticos comparativos desenvolvido por Laurent Sagart em 2019 para identificar correspondências sonoras e estabelecer cognatos, métodos filogenéticos são usados para inferir relações entre essas línguas e estimar a idade de sua origem e pátria.

As línguas siníticas ou sínicas (do vocábulo greco - latino medieval Sina, "China", por sua vez do nome dinástico Qin, provavelmente pelo árabe Sīn) são as integrantes de uma família linguística frequentemente postulada como uma das duas principais subdivisões do sino-tibetano.
A língua bai pode ser considerada um idioma sinítico, embora esta classificação seja controversa; o termo, no entanto, é usado como equivalente às línguas chinesas, e frequentemente é usado em contraste ao termo "dialetos chineses", para transmitir a ideia de que estes seriam idiomas independentes, e não dialetos de uma mesma língua.

## Línguas
Partindo-se do pressuposto de que o bai seja um idioma sinítico, ele teria se diferenciado do resto das línguas do grupo aproximadamente na época do chinês antigo, talvez até mesmo antes. Na altura do chinês médio as línguas faladas pelos min (Hokkien) também se separaram. Entre os idiomas que remontam ao chinês médio estão o mandarim, o wu, o hacá e o yue (cantonês). À medida que mais obras comparativas vêm sendo feitas, diversos "dialetos" adicionais vão sendo descobertos como mutualmente inteligíveis com seus idioma materno; as últimas a se separarem como idiomas independentes foram o huizhou, o jin, o pinghua e o qiongwen, embora nem todas as variedades restantes do wu e do yue sejam mutualmente inteligíveis, ou apresentam uma inteligibilidade muito limitada. Algumas variedades permanecem sem qualquer classifiação em relação ao chinês.
|  | Minbei   |
|  |          |
|  | Mindong  |
|  |          |
|  | Minzhong |
|  |          |
|  | Puxian   |
|  |          |
|  | Minnan   |
|  |          |

|  | Guan  |
|  |       |
|  | Wu    |
|  |       |
|  | Gan   |
|  |       |
|  | Xiang |
|  |       |
|  | Yue   |
|  |       |

|  | Minbei   |
|  |          |
|  | Mindong  |
|  |          |
|  | Minzhong |
|  |          |
|  | Puxian   |
|  |          |
|  | Minnan   |
|  |          |

|  | Guan  |
|  |       |
|  | Wu    |
|  |       |
|  | Gan   |
|  |       |
|  | Xiang |
|  |       |
|  | Yue   |
|  |       |

|  | ? Língua bai |
|  |              |

|  | Minbei   |
|  |          |
|  | Mindong  |
|  |          |
|  | Minzhong |
|  |          |
|  | Puxian   |
|  |          |
|  | Minnan   |
|  |          |

|  | Guan  |
|  |       |
|  | Wu    |
|  |       |
|  | Gan   |
|  |       |
|  | Xiang |
|  |       |
|  | Yue   |
|  |       |

|  | Minbei   |
|  |          |
|  | Mindong  |
|  |          |
|  | Minzhong |
|  |          |
|  | Puxian   |
|  |          |
|  | Minnan   |
|  |          |

|  | Guan  |
|  |       |
|  | Wu    |
|  |       |
|  | Gan   |
|  |       |
|  | Xiang |
|  |       |
|  | Yue   |
|  |       |

|  | ? Língua bai |
|  |              |

|  | Minbei   |
|  |          |
|  | Mindong  |
|  |          |
|  | Minzhong |
|  |          |
|  | Puxian   |
|  |          |
|  | Minnan   |
|  |          |

|  | Guan  |
|  |       |
|  | Wu    |
|  |       |
|  | Gan   |
|  |       |
|  | Xiang |
|  |       |
|  | Yue   |
|  |       |

|  | Minbei   |
|  |          |
|  | Mindong  |
|  |          |
|  | Minzhong |
|  |          |
|  | Puxian   |
|  |          |
|  | Minnan   |
|  |          |

|  | Guan  |
|  |       |
|  | Wu    |
|  |       |
|  | Gan   |
|  |       |
|  | Xiang |
|  |       |
|  | Yue   |
|  |       |

|  | ? Língua bai |
|  |              |

|  | Minbei   |
|  |          |
|  | Mindong  |
|  |          |
|  | Minzhong |
|  |          |
|  | Puxian   |
|  |          |
|  | Minnan   |
|  |          |

|  | Guan  |
|  |       |
|  | Wu    |
|  |       |
|  | Gan   |
|  |       |
|  | Xiang |
|  |       |
|  | Yue   |
|  |       |

|  | Minbei   |
|  |          |
|  | Mindong  |
|  |          |
|  | Minzhong |
|  |          |
|  | Puxian   |
|  |          |
|  | Minnan   |
|  |          |

|  | Guan  |
|  |       |
|  | Wu    |
|  |       |
|  | Gan   |
|  |       |
|  | Xiang |
|  |       |
|  | Yue   |
|  |       |

|  | ? Língua bai |
|  |              |